# Isopterygium vestitum
Isopterygium vestitum là một loài Rêu trong họ Hypnaceae. Loài này được (Sakurai) Sakurai mô tả khoa học đầu tiên năm 1951.